# The Raveonettes

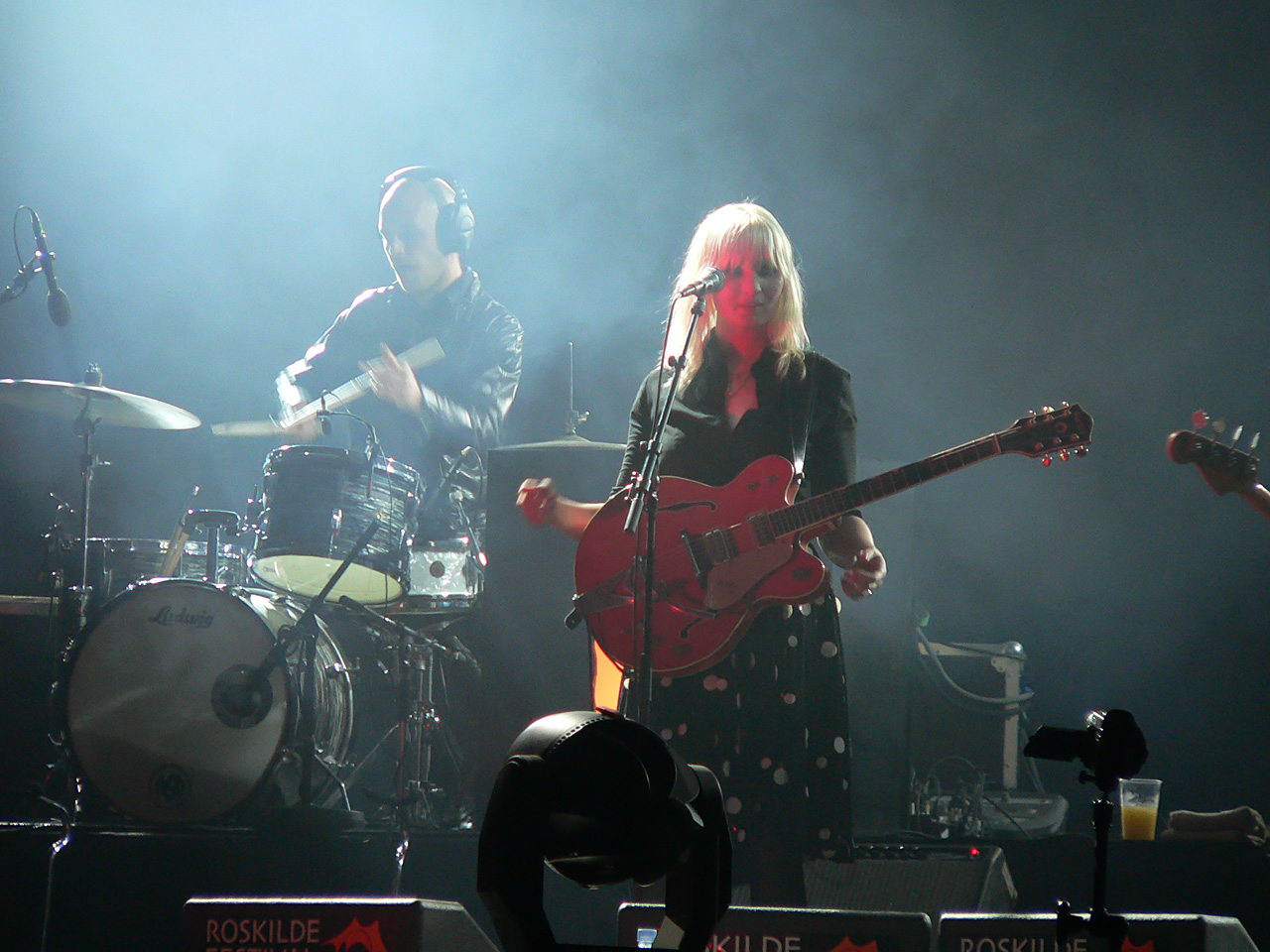
The Raveonettes beim Roskilde-Festival, 2005

The Raveonettes ist ein dänisches Garage-Rock-Duo, bestehend aus Sänger, Gitarrist und Songwriter Sune Rose Wagner und Sängerin und Bassistin Sharin Foo.

## Bandgeschichte
Wagner und Foo, beide 1973 in Dänemark geboren, lernten sich während der Aufnahmen zu einem Album der Band „Pleasure Machine“ kennen. Während eines Aufenthalts in Los Angeles schrieb Wagner 1999 die ersten Titel für seine neue Band „Girl on Death Row“. Unter diesem Namen wurden aber nur wenige Konzerte gegeben, bevor die Band sich in „The Raveonettes“ umbenannte. Die meisten der „Girl on Death Row“-Stücke wurden auf dem ersten Album Whip It On veröffentlicht.
Im Herbst 2001 begann die Band in Kopenhagen mit den Aufnahmen zu Whip It On. Innerhalb von drei Wochen waren die Arbeiten daran beendet. Nach der Aufnahme des Gitarristen Manoj Ramdas und des Schlagzeugers Jakob Hoyer spielten The Raveonettes einen ihrer ersten Gigs auf dem SPOT Festival in Aarhus. Auf Tourneen wird die Band zudem von Bassist Anders Christensen unterstützt.
Musikalische Einflüsse sind vor allem die Beat- und Psychedelic-Musik der sechziger Jahre von Bands wie The Who und den Everly Brothers, aber auch Protopunk-Gruppen wie The Velvet Underground und The Stooges.

### Chain Gang of Love
Chain Gang of Love war das erste „richtige“ Album der Band. Es wurde von Richard Gottehrer produziert und ist durchgängig in B-Dur gehalten. Es wurde von Oktober bis Dezember 2002 in verschiedenen dänischen Studios sowie in New York eingespielt und Anfang 2003 in London gemixt. Die dreizehn Lieder des Albums wurden alle von Wagner geschrieben, Ausnahme ist That Great Love Sound, welches er zusammen mit Gottehrer verfasste. Bis auf zwei Ausnahmen sind alle Stücke kürzer als drei Minuten.

## Diskografie

### Alben
| Jahr | Titel                 | Höchstplatzierung, Gesamtwochen, AuszeichnungChartplatzierungen (Jahr, Titel, Platzierungen, Wochen, Auszeichnungen, Anmerkungen) | Höchstplatzierung, Gesamtwochen, AuszeichnungChartplatzierungen (Jahr, Titel, Platzierungen, Wochen, Auszeichnungen, Anmerkungen) | Höchstplatzierung, Gesamtwochen, AuszeichnungChartplatzierungen (Jahr, Titel, Platzierungen, Wochen, Auszeichnungen, Anmerkungen) | Anmerkungen                              |
| Jahr | Titel                 | DK | UK | US | Anmerkungen                              |
| ---- | --------------------- | --- | --- | --- | ---------------------------------------- |
| 2003 | Chain Gang of Love    | DK5 (6 Wo.)DK | UK43 (2 Wo.)UK | US123 (2 Wo.)US | Erstveröffentlichung: 25. August 2003    |
| 2005 | Pretty in Black       | DK3 Gold · (15 Wo.)DK | UK71 (1 Wo.)UK | US152 (2 Wo.)US | Erstveröffentlichung: 3. Mai 2005        |
| 2007 | Lust Lust Lust        | DK20 (1 Wo.)DK | — | US108 (3 Wo.)US | Erstveröffentlichung: 12. November 2007  |
| 2009 | In and Out of Control | DK5 (6 Wo.)DK | — | US126 (2 Wo.)US | Erstveröffentlichung: 6. Oktober 2009    |
| 2011 | Raven in the Grave    | DK4 (3 Wo.)DK | — | US126 (1 Wo.)US | Erstveröffentlichung: 4. April 2011      |
| 2012 | Into the Night        | DK36 (1 Wo.)DK | — | — | Erstveröffentlichung: 24. April 2012     |
| 2012 | Observator            | DK7 (4 Wo.)DK | — | US110 (1 Wo.)US | Erstveröffentlichung: 11. September 2012 |
| 2014 | Pe’ahi                | DK4 (5 Wo.)DK | — | US161 (1 Wo.)US | Erstveröffentlichung: 22. Juli 2014      |
| 2017 | Atomized              | — | — | — | Erstveröffentlichung: 17. Februar 2017   |

Weitere Alben
- 2002: Whip It On (8-Track Mini-Album)

### Singles
| Jahr | Titel Album                              | Höchstplatzierung, Gesamtwochen, AuszeichnungChartplatzierungen (Jahr, Titel, Album, Platzierungen, Wochen, Auszeichnungen, Anmerkungen) | Höchstplatzierung, Gesamtwochen, AuszeichnungChartplatzierungen (Jahr, Titel, Album, Platzierungen, Wochen, Auszeichnungen, Anmerkungen) | Höchstplatzierung, Gesamtwochen, AuszeichnungChartplatzierungen (Jahr, Titel, Album, Platzierungen, Wochen, Auszeichnungen, Anmerkungen) | Anmerkungen |
| Jahr | Titel Album                              | DK | UK | US | Anmerkungen |
| ---- | ---------------------------------------- | --- | --- | --- | ----------- |
| 2002 | Attack of the Ghostriders Whip It On     | — | UK73 (1 Wo.)UK | — |             |
| 2003 | Beat City Whip It On                     | — | UK83 (1 Wo.)UK | — |             |
| 2003 | That Great Love Sound Chain Gang of Love | — | UK34 (3 Wo.)UK | — |             |
| 2003 | Heartbreak Stroll Chain Gang of Love     | DK3 (7 Wo.)DK | UK49 (2 Wo.)UK | — |             |
| 2005 | Ode To LA Pretty in Black                | — | UK78 (1 Wo.)UK | — |             |
| 2005 | Love in a Trashcan Pretty in Black       | — | UK26 (3 Wo.)UK | — |             |
| 2009 | Last Dance In and Out of Control         | DK24 (5 Wo.)DK | — | — |             |

Weitere Singles
- 2002: Evil LA Girls
- 2007: Dead Sound
- 2008: You Want Candy
- 2008: The Raveonettes Remixed (EP)
- 2008: Sometimes They Drop By (EP)
- 2008: Beauty Dies (EP)
- 2008: Wishing You a Rave Christmas (EP)
- 2008: Blush
- 2012: Into the Night